# Barraca del camí del Corral del Fortuny IX
La Barraca del camí del Corral del Fortuny IX és una obra del Pla de Santa Maria (Alt Camp) inclosa a l'Inventari del Patrimoni Arquitectònic de Catalunya.

## Descripció
És una barraca força gran, de planta rectangular, amb la coberta de pedruscall i orientada a l'est. La cornisa és horitzontal amb la darrera filada col·locada al rastell.
La seva cambra és també rectangular i mesura 3'88m de fondària i 2'19m d'amplada. Està coberta amb una falsa cúpula tapada amb lloses, a una alçada màxima de 2'40m.
Si bé la barraca està ben conservada, és absolutament inhabitable, doncs l'interior és molt humit i el sòl fangós.